# John Williams (calciatore)
John Nelson Williams (Birmingham, 11 maggio 1968) è un ex calciatore inglese, di ruolo attaccante.

## Carriera
Dopo aver trascorso la stagione 1990-1991 con i semiprofessionisti del Cradley Town esordisce tra i professionisti nella stagione 1991-1992 con i gallesi dello Swansea City, con cui mette a segno 11 reti in 39 presenze nella terza divisione inglese. Nell'estate del 1992 si trasferisce al Coventry City, club di prima divisione: nella sua prima stagione con gli Sky Blues gioca stabilmente da titolare, disputando 41 partite in campionato, una partita in FA Cup e 2 partite in Coppa di Lega e segnando 8 reti (tutte in campionato). L'anno seguente continua a giocare con buona frequenza (35 presenze in partite ufficiali, 32 delle quali in campionato), ma segna solamente 3 reti. Infine, nella stagione 1994-1995 gioca ulteriori 7 partite in prima divisione per poi passare in prestito a vari club: prima gioca 5 partite e segna 2 reti in seconda divisione con il Notts County, poi gioca 4 partite nella medesima categoria con lo Stoke City ed infine fa ritorno allo Swansea City, con cui conclude l'annata mettendo a segno 2 reti in 7 presenze in terza divisione.
Nell'estate del 1995 si trasferisce al Wycombe, club di terza divisione, con cui rimane per una stagione e mezza, totalizzando 9 reti in 48 partite di campionato; trascorre poi la seconda parte della stagione 1996-1997 in quarta divisione all'Hereford Utd (11 presenze e 3 reti). Nella stagione 1997-1998 dopo aver giocato una partita in terza divisione con la maglia del Walsall si trasferisce all'Exeter City, con cui gioca da titolare (36 presenze) in quarta divisione senza però riuscire a segnare con regolarità (mette infatti a segno solamente 4 reti in campionato). Torna tuttavia a segnare con regolarità nella stagione 1998-1999, in cui conquista una promozione dalla quarta alla terza divisione inglese con i gallesi del Cardiff City, con cui mette a segno in totale 16 reti in 51 incontri ufficiali disputati (12 delle quali in 43 partite di campionato); a fine stagione viene ceduto allo York City, con cui nella stagione 1999-2000 realizza 3 reti in 36 presenze in quarta divisione; dopo ulteriori 6 presenze senza reti, durante la stagione 2000-2001 va quindi a giocare al Darlington, altro club di quarta divisione, con cui conclude il campionato segnando 5 reti in 24 presenze. Fa poi ritorno per la terza volta allo Swansea City, con cui disputa 2 stagioni consecutive in quarta divisione, per un totale di ulteriori 68 presenze e 5 reti (che lo portano ad un totale di 127 presenze e 19 reti fra tutte le competizioni con il club). Trascorre infine un'ultima stagione in quarta divisione, la 2003-2004, nella quale mette a segno 4 reti in 44 partite di campionato con i Kidderminster: con questa stagione arriva ad un bilancio totale in carriera di 452 presenze e 71 reti nei campionati della Football League (e di 502 presenze e 83 reti in competizioni professionistiche). Il suo ritiro definitivo dal calcio giocato arriva tuttavia solamente 4 anni più tardi: tra il 2004 ed il 2008 Williams gioca infatti con vari club a livello semiprofessionistico nelle divisioni Non-League del calcio inglese (7 diversi club in 4 anni, senza mai trascorrere un'intera stagione nel medesimo club).

## Palmarès

### Club

#### Competizioni regionali
- Walsall Senior Cup: 1

Boldmere St. Michaels: 2007-2008